# Final de la Lliga de Campions de la UEFA de 2023
La final de la Lliga de Campions la UEFA de 2023 es disputà el 10 de juny de 2023 a l'Estadi Olímpic Atatürk d'Istanbul, per decidir el guanyador de la 68a edició de la Lliga de Campions de la UEFA. La final fou disputada entre el Manchester City i l'Internazionale de Milà, amb victòria dels cityzens per 1-0. D'aquesta manera, l'equip anglès, entrenat per Pep Guardiola, aconseguí la primera orelluda de la seva història.
La final inicialment estava programada per jugar-se a l'estadi de Wembley a Londres, Anglaterra. No obstant això, a causa de l'ajornament i reubicació de la final de 2020 a causa de la pandèmia de COVID-19 a Europa, els amfitrions programats per a les finals posteriors es van endarrerir un any i es va assignar a l'Allianz Arena de Múnic la final de 2023. Quan la final de 2021, que estava programada per jugar-se a Istanbul, també va haver de ser reubicada a causa de la pandèmia de COVID-19 a Turquia, la final de 2023 es va donar a Istanbul en lloc seu. Múnic ara albergarà la final de 2025.
L'Estadi Olímpic Ataturk tornà a acollir la final de la Lliga de Campions després de 18 anys. L'única vegada que Istanbul havia acollit la final va ser el 2005, quan l'AC Milan i el Liverpool FC van empatar 3-3 i els anglesos van guanyar la Champions als penals.

## Ruta a la final
| Equip              | PJ | PG | PE | PP | GF | GC | DG  | Pts |
| ------------------ | -- | -- | -- | -- | -- | -- | --- | --- |
| Manchester City FC | 6  | 4  | 2  | 0  | 14 | 2  | +12 | 14  |
| Borussia Dortmund  | 6  | 2  | 3  | 1  | 10 | 5  | +5  | 9   |
| Sevilla            | 6  | 1  | 2  | 3  | 6  | 12 | −6  | 5   |
| FC København       | 6  | 0  | 3  | 3  | 1  | 12 | −11 | 3   |

| Equip              | PJ | PG | PE | PP | GF | GC | DG  | Pts |
| ------------------ | -- | -- | -- | -- | -- | -- | --- | --- |
| FC Bayern de Múnic | 6  | 6  | 0  | 0  | 18 | 2  | +16 | 18  |
| Inter de Milà      | 6  | 3  | 1  | 2  | 10 | 7  | +3  | 10  |
| FC Barcelona       | 6  | 2  | 1  | 3  | 12 | 12 | 0   | 7   |
| Viktoria Pilsen    | 6  | 0  | 0  | 6  | 5  | 24 | −19 | 0   |

## Final
| Manchester City | 1–0     | FC Inter de Milà |
| --------------- | ------- | ---------------- |
| Rodri 68'       | Informe |                  |

| Manchester City | Inter Milan |

| GK            | 31 | Ederson            | 90+4' |     |
| CB            | 25 | Manuel Akanji      |       |     |
| CB            | 3  | Rúben Dias         |       |     |
| CB            | 6  | Nathan Aké         |       |     |
| DM            | 5  | John Stones        |       | 82' |
| DM            | 16 | Rodri              |       |     |
| RW            | 20 | Bernardo Silva     |       |     |
| AM            | 17 | Kevin De Bruyne    |       | 36' |
| AM            | 8  | İlkay Gündoğan (c) |       |     |
| LW            | 10 | Jack Grealish      |       |     |
| CF            | 9  | Erling Haaland     | 90+2' |     |
| Suplents:     |    |                    |       |     |
| GK            | 18 | Stefan Ortega      |       |     |
| GK            | 33 | Scott Carson       |       |     |
| DF            | 2  | Kyle Walker        |       | 82' |
| DF            | 14 | Aymeric Laporte    |       |     |
| DF            | 21 | Sergio Gómez       |       |     |
| DF            | 82 | Rico Lewis         |       |     |
| MF            | 4  | Kalvin Phillips    |       |     |
| MF            | 32 | Máximo Perrone     |       |     |
| MF            | 47 | Phil Foden         |       | 36' |
| MF            | 80 | Cole Palmer        |       |     |
| FW            | 19 | Julián Álvarez     |       |     |
| FW            | 26 | Riyad Mahrez       |       |     |
| Entrenador:   |    |                    |       |     |
| Pep Guardiola |    |                    |       |     |

| GK             | 24             | André Onana          | 90+2' |     |
| CB             | 36             | Matteo Darmian       |       | 84' |
| CB             | 15             | Francesco Acerbi     |       |     |
| CB             | 95             | Alessandro Bastoni   |       | 76' |
| RM             | 2              | Denzel Dumfries      |       | 76' |
| CM             | 23             | Nicolò Barella       | 59'   |     |
| CM             | 77             | Marcelo Brozović (c) |       |     |
| CM             | 20             | Hakan Çalhanoğlu     |       | 84' |
| LM             | 32             | Federico Dimarco     |       |     |
| CF             | 10             | Lautaro Martínez     |       |     |
| CF             | 9              | Edin Džeko           |       | 57' |
| Suplents:      |                |                      |       |     |
| GK             | 1              | Samir Handanović     |       |     |
| GK             | 21             | Alex Cordaz          |       |     |
| DF             | 6              | Stefan de Vrij       |       |     |
| DF             | 12             | Raoul Bellanova      |       | 76' |
| DF             | 33             | Danilo D'Ambrosio    |       | 84' |
| DF             | 37             | Milan Škriniar       |       |     |
| MF             | 5              | Roberto Gagliardini  |       |     |
| MF             | 8              | Robin Gosens         |       | 76' |
| MF             | 14             | Kristjan Asllani     |       |     |
| MF             | 22             | Henrikh Mkhitarian   |       | 84' |
| FW             | 11             | Joaquín Correa       |       |     |
| FW             | 90             | Romelu Lukaku        | 83'   | 57' |
| Entrenador:    |                |                      |       |     |
| Simone Inzaghi | Simone Inzaghi | Simone Inzaghi       | 90+6' |     |

| Millor jugador, per la UEFA: Rodri (Manchester City) |

|                                    |
|                                    |
| ENG                                |
| Campió Manchester City FC 1r títol |